# Линдгрен, Густав (футболист)
Густав Вилли Линдгрен (швед. Gustav Willy Lindgren; род. 16 августа 2001, Стокгольм) — шведский футболист, нападающий «Питерборо Юнайтед».

## Клубная карьера
Является воспитанником «Соллентуны», откуда перешёл в «Юрсхольм», в составе которого дебютировал во взрослом футболе в 2019 году в пятом шведском дивизионе. Сезон 2021 года провёл в «Карлберге», где принял участие в 28 матчах, в которых забил 22 мяча. В январе 2022 года вернулся в «Соллентуну», заключив с клубом контракт. По окончании сезона проходил просмотр в «Норрчёпинге».
22 ноября 2022 года подписал контракт с другим клубом из Алльсвенскана — «Дегерфорсом». Первую игру за новый клуб провёл 19 февраля 2023 года в матче группового этапа кубка страны с «Лулео». В чемпионате Швеции дебютировал 22 апреля в матче с «Эльфсборгом», появившись на поле на 84-й минуте вместо Дамьяна Павловича.

## Клубная статистика
| Выступление      | Выступление      | Выступление      | Лига | Лига | Кубки | Кубки | Конт. кубки | Конт. кубки | Итого | Итого |
| Клуб             | Лига             | Сезон            | Игры | Голы | Игры  | Голы  | Игры        | Голы        | Игры  | Голы  |
| ---------------- | ---------------- | ---------------- | ---- | ---- | ----- | ----- | ----------- | ----------- | ----- | ----- |
| Юрсхольм         | Дивизион 5       | 2019             | 4    | 13   | 0     | 0     | 0           | 0           | 4     | 13    |
| Юрсхольм         | Дивизион 4       | 2020             | 1    | 4    | 0     | 0     | 0           | 0           | 1     | 4     |
| Юрсхольм         | Итого            | Итого            | 5    | 17   | 0     | 0     | 0           | 0           | 5     | 17    |
| Карлберг         | Дивизион 2       | 2021             | 27   | 22   | 1     | 0     | 0           | 0           | 28    | 22    |
| Карлберг         | Итого            | Итого            | 27   | 22   | 1     | 0     | 0           | 0           | 28    | 22    |
| Соллентуна       | Дивизион 1       | 2022             | 19   | 10   | 1     | 0     | 0           | 0           | 20    | 10    |
| Соллентуна       | Итого            | Итого            | 19   | 10   | 1     | 0     | 0           | 0           | 20    | 10    |
| Дегерфорс        | Алльсвенскан     | 2023             | 5    | 0    | 2     | 0     | 0           | 0           | 7     | 0     |
| Дегерфорс        | Итого            | Итого            | 5    | 0    | 2     | 0     | 0           | 0           | 7     | 0     |
| Всего за карьеру | Всего за карьеру | Всего за карьеру | 56   | 49   | 4     | 0     | 0           | 0           | 60    | 49    |